# Neil Nicholson
Neil Andrew Nicholson (St. John, 12 settembre 1949) è un ex hockeista su ghiaccio e allenatore di hockey su ghiaccio canadese.
Nel corso della carriera militò nella National Hockey League.

## Carriera
Nicholson giocò a livello giovanile per una stagione nella Ontario Hockey Association con i London Knights. Al termine della stagione 1968-1969 venne selezionato durante l'NHL Amateur Draft in sessantacinquesima posizione assoluta dagli Oakland Seals.
Restò nell'organizzazione dei Seals per tre stagioni, trascorse quasi interamente in American Hockey League presso il farm team dei Providence Reds; Nicholson riuscì comunque a fare il proprio esordio in National Hockey League disputando due incontri nei playoff del 1970 contro i Pittsburgh Penguins. Nel 1972 si trasferì nei neonati New York Islanders trovando così spazio anche nella stagione regolare con 38 apparizioni in 2 stagioni, tuttavia giocò gran parte del tempo nelle leghe minori come i New Haven Nighthawks in AHL e i Fort Worth Wings in CHL.
Nelle cinque stagioni successive Nicholson si trasferì a tempo pieno nella Central Hockey League con il farm team degli Islanders, i Fort Worth Texans con cui vinse l'Adams Cup nella stagione 1977-78, mentre un anno prima era stato premiato con l'inserimento nel First All-Star Team della lega.
Nel 1979 Nicholson si trasferì in Europa nella Lega Nazionale A svizzera con la maglia del Langnau, squadra di cui divenne presto una delle bandiere dopo aver giocato lì per sei stagioni. Durante la sua permanenza in Svizzera fece due brevi esperienze in Nordamerica in CHL con i Dallas Black Hawks e in AHL con i Moncton Alpines. Dopo il ritiro iniziò una breve carriera da allenatore culminata con la chiamata dello Zurigo.

## Palmarès

### Club
- Adams Cup: 1

Fort Worth: 1977-1978

### Individuale
- CHL First All-Star Team:

1976-1977